# Syrphoctonus infuscatus
Syrphoctonus infuscatus là một loài tò vò trong họ Ichneumonidae.